# Вељке Дворани
Вељке Дворани (слч. Veľké Dvorany) насељено је мјесто са административним статусом сеоске општине (слч. obec) у округу Топољчани, у Њитранском крају, Словачка Република.

## Становништво
| Година:    | 1994. | 2004.    | 2014.   | 2024.   |
| ---------- | ----- | -------- | ------- | ------- |
| Број људи: | 631   | 697      | 718     | 748     |
| Разлика:   |       | +10,45 % | +3,01 % | +4,17 % |

| Година:    | 2023. | 2024.   |
| ---------- | ----- | ------- |
| Број људи: | 742   | 748     |
| Разлика:   |       | +0,80 % |

Према подацима о броју становника из 2011. године насеље је имало 702 становника.